# Hindustan Motors
La Hindustan Motors è una casa automobilistica indiana, con sede a Calcutta nello Stato del Bengala.
Fa parte del gruppo industriale Birla Technical Services.  
La società era il più grande produttore di automobili in India prima della crescita, e del conseguente sorpasso, da parte della Maruti Udyog.

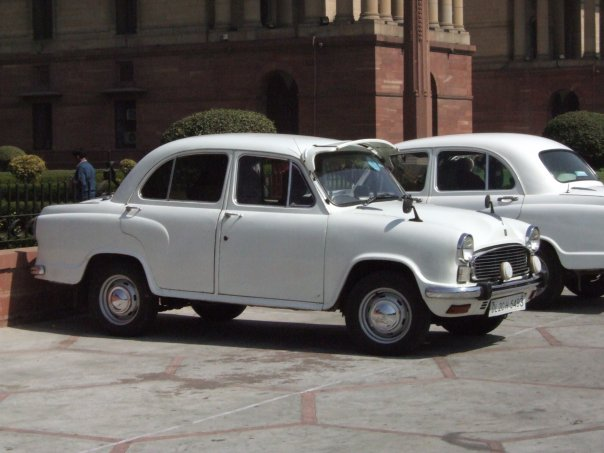
Hindustan Ambassador

## Storia
La Hindustan Motors Limited (HML), pioniera indiana nella produzione di automobili e capofila del CK Birla Group, nasce poco prima dell'indipendenza indiana, nel 1942, per iniziativa di Mr. B.M. Birla, della omonima famiglia di imprenditori. 
La produzione inizia in un piccolo stabilimento di assemblaggio a Port Okha, vicino a Gujarat, ma gli impianti di produzione in seguito si trasferirono a Uttarpara, nel Bengala occidentale nel 1948, dove, qualche anno dopo, iniziò la produzione della Ambassador.

## Collaborazione con la General Motors
La Hindustan e la General Motors hanno sottoscritto molti accordi nel periodo successivo all'indipendenza per costruire veicoli commerciali e autocarri Bedford e Vauxhall.
Nel 1994, GM e la Hindustan (C. K. Birla) hanno costituito una collaborazione paritaria battezzata General Motors India, destinata alla produzione di autovetture Opel Astra.

## Earthmoving Equipment Division (HMEED)
La Hindustan motors incominciò a costruire macchine per movimento terra in collaborazione con la statunitense Terex e con la inglese Fermac. Poi, successivamente, ebbe come partner la Caterpillar, con cui la produzione proseguì negli impianti HMEED di Thiruvallur, vicino a Chennai, e di Pondicherry, fino al 1984. 
L'intero settore fu abbandonato dalla Hindustan motors nel 2000 e venduto alla Caterpillar.
Tuttavia, la Hindustan prosegue la collaborazione con la Caterpillar nella Hindustan Power Plus che costruisce motori Diesel e generatori elettrici.

## Trattori agricoli Hindustan
La società iniziò a importare trattori agricoli nel 1959, come Tractors and Bulldozers Private Ltd. La produzione diretta incominciò nel 1963, in collaborazione con la cecoslovacca Motokov-Praha (Zetor) e fu conosciuta come Hindustan Tractors & Bulldozers Ltd.
Nel 1967, la denominazione divenne Hindustan Tractors Ltd e i trattori erano modelli venduti con il marchio Hindustan.
Nel 1978 il governo dello stato del Gujarat costituì la Gujarat Tractors, per aiutare la società che in quel momento si trovava in difficoltà. 
Nel 1999, la Mahindra Tractors acquistò il 60% del capitale sociale e nel 2001 perfezionò l'acquisto dell'intera società, ribattezzandola Mahindra Gujarat Tractors Ltd.

## Collaborazione con la Isuzu
Negli anni '80 la Hindustan iniziò a collaborare con la Isuzu per costruire motori e trasmissioni per il suo modello Contessa, presso lo stabilimento di Pithampur vicino a Indore, nello stato del Madhya Pradesh.  
La collaborazione tecnica durò dal 1983 al 1993. 
Successivamente, l'impianto di Pithampur ha esteso la produzione di motori e trasmissioni anche alla Opel e alla Mahindra.
Nella prima metà degli anni '80, la Hindustan produsse per un breve periodo anche degli autocarri Isuzu della serie che si caratterizzava per la cabina di guida interamente metallica - cosa rara, all'epoca, per quelli costruiti dai concorrenti Tata e Ashok Leyland. Questi esemplari erano conosciuti per la loro affidabilità, ma anche per il loro prezzo di vendita elevato, che fece desistere ben presto la casa dal continuarne la fabbricazione.

## Collaborazione con la Mitsubishi
La Hindustan ha iniziato nel 1998 una collaborazione con la Mitsubishi Motors presso lo stabilimento di Thiruvallur, nel Tamil Nadu.
Tra i modelli prodotto vi sono:
- La Mitsubishi Lancer Evolution X.
- La Mitsubishi Lancer.
- La Mistubishi Cedia.
- La Mitsubishi Pajero.
- La Mistubishi Montero
- La Mitsubishi Outlander.

## Modelli Hindustan

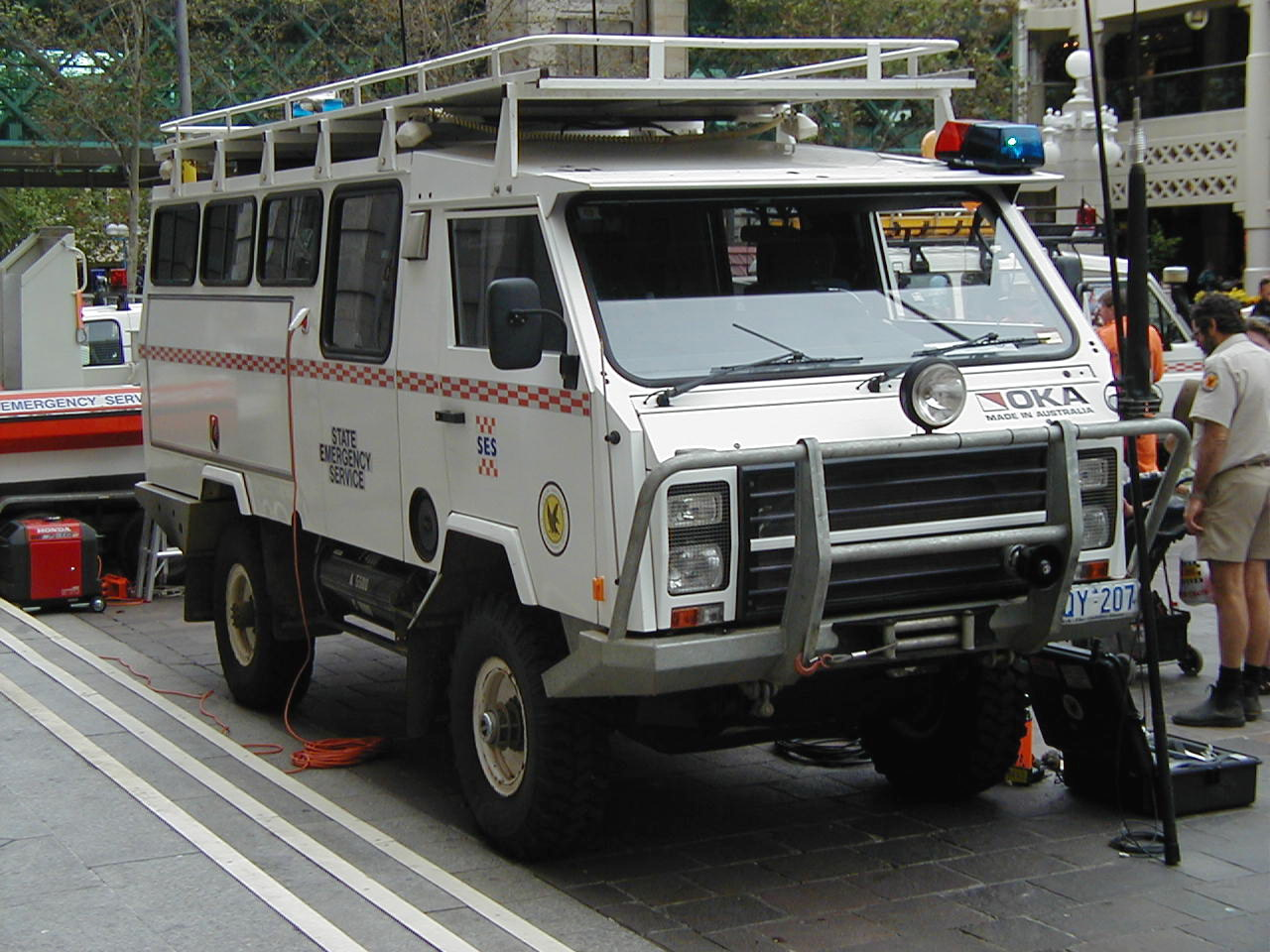
Un OKA utilizzato in Australia analogo al modello costruito dalla Hindustan.

I modelli costruiti dalla Hindustan Motors sono:
- La Hindustan Ambassador - Classic e Grand
- La Hindustan Winner un piccolo autocarro con un motore a benzina di 1,8 litri o diesel di 1,5 litri costruito in collaborazione con la cinese Shandong Shifeng.
- La MASCOT T-480 FC - Veicolo commerciale.
- La RTV Ranger - un autocarro a trazione integrale costruito in collaborazione con la OKA Motor Company, australiana che può essere allestito come scuolabus o ambulanza.

## Impianti
- Hindmotor, Bengala (presso Kolkata)
- Pithampur, Madhya Pradesh (presso Indore)
- Thiruvallur, Tamil Nadu (presso Chennai)
- Hosur, Tamil Nadu (presso Bangalore)